# Dead Letters
Dead Letters è il quinto album in studio del gruppo musicale finlandese The Rasmus, pubblicato il 21 marzo 2003 dalla Playground Music Scandinavia.
Ha venduto più di un milione e 700 mila di copie e ha ricevuto otto dischi d'oro e sei di platino, grazie anche al successo del primo singolo estratto In the Shadows. Grazie all'album, il gruppo ha vinto cinque Emma Awards finlandesi (Miglior Gruppo, Miglior Album, Miglior Video (In My Life), Miglior Artista, Emma Export) ed il premio "'Best Nordic Act" agli MTV Europe Music Awards 2003.

## Descrizione
Composto da dieci brani, il titolo dell'album è stato spiegato dal gruppo all'interno del relativo libretto: 
 Il cantante Lauri Ylönen ha brevemente aggiunto sul sito web della band: «Ogni canzone è una lettera a qualcuno. Può essere una scusa, una confessione o una disperata richiesta di aiuto».

## Accoglienza
Il sito AllMusic, nella sua valutazione, ha assegnato 3 stelle su 5 all'album, scrivendo: «Questo gruppo finlandese è più che in grado di scrivere canzoni rock dall'atmosfera cupa ed evocativa ma melodicamente ben rifinite». Come migliori tracce sono state indicate Time to Burn, Not Like The Other Girls e il riarrangiamento del singolo del 2001 F-F-F-Falling, incluso come bonus track dell'edizione britannica.

## Tracce
Testi e musiche di The Rasmus.
1. First Day of My Life – 3:44
2. In the Shadows – 4:06
3. Still Standing – 3:32
4. In My Life – 4:02
5. Time to Burn – 4:32
6. Guilty – 3:46
7. Not Like the Other Girls – 5:44
8. The One I Love – 3:14
9. Back in the Picture – 3:42
10. Funeral Song – 3:21

CD bonus nell'edizione limitata
1. Everything You Say – 2:46
2. In the Shadows (Meadows Remix) – 4:40
3. In the Shadows (Video) – 3:56
4. The Making of the Video "In the Shadows" – 13:16

Tracce bonus nelle edizioni canadese e statunitense del 2004
1. F-F-F-Falling – 3:55
2. In the Shadows (Video) – 3:56

Tracce bonus nell'edizione britannica del 2004
1. F-F-F-Falling – 3:55
2. If You Ever – 3:48
3. What Ever – 3:13

Tracce bonus nell'edizione giapponese del 2004
1. Everything You Say – 2:46
2. In the Shadows (Video) – 3:56
3. First Day of My Life (Video)

Contenuto bonus nella Fan Edition del 2019
- CD 1

1. Everything You Say – 2:45
2. What Ever – 3:11
3. Since You've Been Gone – 3:03
4. If You Ever – 3:52

- CD 2

1. Bullet – 4:09
2. Livin' in a World Without You – 3:50
3. F-F-F-Falling – 3:52
4. Night After Night (Out of the Shadows) – 3:44
5. Sail Away – 3:49
6. No Fear – 4:07
7. Lucifer's Angel – 4:01
8. Dead Promises – 3:39
9. Liquid – 4:18
10. Last Waltz – 4:38

## Formazione
Gruppo
- Lauri Ylönen – voce
- Pauli Rantasalmi – chitarra
- Eero Heinonen – basso
- Aki Hakala – batteria

Altri musicisti
- Martin Hansen – programmazione, tastiera, suoni aggiuntivi
- Mikael Nord Andersson – programmazione, tastiera, suoni aggiuntivi
- Ylva Nilsson – violoncello
- Håkan Westlund – violoncello
- Anna Wallgren – violoncello
- Rutger Gunnarsson – arrangiamento strumenti ad arco
- Jörgen Ingeström – tastiera aggiuntiva

Produzione
- Mikael Nord Andersson – produzione, registrazione
- Martin Hansen – produzione, registrazione, missaggio
- Leif Allansson – missaggio
- Claes Persson – mastering

## Classifiche
| Classifica (2003/04)      | Posizione massima |
| ------------------------- | ----------------- |
| Australia                 | 49                |
| Austria                   | 1                 |
| Belgio (Fiandre)          | 25                |
| Belgio (Vallonia)         | 20                |
| Danimarca                 | 32                |
| Finlandia                 | 1                 |
| Francia                   | 3                 |
| Germania                  | 1                 |
| Italia                    | 22                |
| Nuova Zelanda             | 16                |
| Paesi Bassi               | 29                |
| Regno Unito               | 10                |
| Stati Uniti (heatseekers) | 18                |
| Svezia                    | 17                |
| Svizzera                  | 1                 |

## Date di pubblicazione
| Paese     | Data di pubblicazione | Etichetta                    |
| --------- | --------------------- | ---------------------------- |
| Danimarca | 17 marzo 2003         | Playground Music Scandinavia |
| Svezia    | 21 marzo 2003         | Playground Music Scandinavia |
| Norvegia  | 24 marzo 2003         | Playground Music Scandinavia |
| Finlandia | 28 marzo 2003         | Playground Music Scandinavia |
| Germania  | 14 luglio 2003        | Motor Music                  |
| Italia    | 3 ottobre 2003        | Motor Music                  |